# Yasu, Shiga
Yasu (japanska: 野洲市?, Yasu-shi) är en stad i Shiga prefektur i Japan. Staden fick stadsrättigheter 2004.

## Vänort
Clinton Township, Macomb County, Michigan, USA.